# Stage Struck
Stage Struck – jedenasty album irlandzkiego gitarzysty Rory’ego Gallaghera, wydany w 1980 roku. Płyta dokumentuje trasę koncertową trwającą między 1979 a 1980 rokiem. Zawiera głównie utwory z trzech ostatnich płyt Gallaghera: Top Priority, Photo Finish i Calling Card.
Utwory „Bad Penny” i „Key Chain” nie znalazły się na oryginalnym LP.

## Lista utworów
Wszystkie utwory napisane przez Gallaghera.
1. „Shin Kicker” – 3:58
2. „Wayward Child” – 4:32
3. „Brute Force and Ignorance” – 4:32
4. „Moonchild” – 6:06
5. „Bad Penny” – 6:39
6. „Key Chain” – 5:03
7. „Follow Me” – 5:56
8. „Bought and Sold” – 4:39
9. „The Last of the Independents” – 5:39
10. „Shadow Play” – 5:08

## Wykonawcy
- Rory Gallagher – wokal, gitary, harmonijka ustna
- Gerry McAvoy – gitara basowa
- Ted McKenna – bębny, instrumenty perkusyjne